# Эйва (нэнго)
Эйва (яп. 永和 эйва) — девиз правления (нэнго) японского императора Го-Энъю из северной династии, использовавшийся с 1375 по 1379 год .
В Южном Дворе в этот период правил император Тёкэй с нэнго Тэндзю (1375—1381).

## Продолжительность
Начало и конец эры:
- 27-й день 2-й луны 8-го года Оан (по юлианскому календарю — 29 марта 1375);
- 22-й день 3-й луны 5-го года Эйва (по юлианскому календарю — 9 апреля 1379).

## Происхождение
Название нэнго было заимствовано:
- из главы «Шунь дянь» (кит. 舜典, пиньинь Shùn diǎn, буквально: «Образцы Шуня») классического древнекитайского сочинения Шу цзин:「詩言志、歌永言、声依永、律和歌、八音克諧、無相奪倫、神人以和」[4][6];
- из 8-го цзюаня сочинения «Ивэнь лэйцзюй» (кит. 芸文類聚, пиньинь Yìwén Lèijù, буквально: «Классифицированное собрание произведений литературы и искусства»):「九功六義之興、依永和声之製、志由興作、情以詞宣」[4][7].

## События
даты по юлианскому календарю
- 1375 год (3-я луна 1-го года Эйва) — сёгун Асикага Ёсимицу помолился в храме Ивасимидзу; в качестве даров он преподнёс свой меч для храмовой казны, золотые пайетки для украшения храма и скаковых лошадей для хамовой конюшни[8];
- 1375 год (2-я луна 1-го года Эйва) — сёгуну Ёсимицу впервые было разрешено посетить покои императора в киотском дворце[8];
- 1377 год (3-й год Эйва) — посол корейского государства Корё Чон Монджу (кор. 정몽주) встретился с наместником сёгуна на острове Кюсю, Имагавой Рёсюном (яп. 今川 了俊) с целью скоординировать усилия двух государств в борьбе с пиратством[9][10];
- 1378 год (3-я луна 4-го года Эйва) — Ёсимицу переезжает в свою новую усадьбу[9] под названием «Хана-но-госё» (яп. 花の御所, Дворец Цветов)[11];
- 1378 год (4-й год Эйва) — Асикага Ёсимицу отправляет Ямана Удзикиё и других самураев напасть на род Кусуноки. После отчаянного сопротивления, Кусуноки были вынуждены отступить[12].

## Сравнительная таблица
Ниже представлена таблица соответствия японского традиционного и европейского летосчисления. В скобках к номеру года японской эры указано название соответствующего года из 60-летнего цикла китайской системы гань-чжи. Японские месяцы традиционно названы лунами.
| 1-й год Эйва (Деревянный Кролик) | 1-я луна*      | 2-я луна   | 3-я луна  | 4-я луна* | 5-я луна                | 6-я луна* | 7-я луна  | 8-я луна*               | 9-я луна    | 10-я луна* | 11-я луна* | 12-я луна  |                |
| 1-й год Тэндзю                   | 1-я луна*      | 2-я луна   | 3-я луна  | 4-я луна* | 5-я луна                | 6-я луна* | 7-я луна  | 8-я луна*               | 9-я луна    | 10-я луна* | 11-я луна* | 12-я луна  |                |
| -------------------------------- | -------------- | ---------- | --------- | --------- | ----------------------- | --------- | --------- | ----------------------- | ----------- | ---------- | ---------- | ---------- | -------------- |
| Юлианский календарь              | 2 февраля 1375 | 3 марта    | 2 апреля  | 2 мая     | 31 мая                  | 30 июня   | 29 июля   | 28 августа              | 26 сентября | 26 октября | 24 ноября  | 23 декабря |                |
| 2-й год Эйва (Огненный Дракон)   | 1-я луна*      | 2-я луна   | 3-я луна  | 4-я луна* | 5-я луна                | 6-я луна* | 7-я луна  | 7-я луна (високосная) * | 8-я луна    | 9-я луна   | 10-я луна* | 11-я луна  | 12-я луна*     |
| 2-й год Тэндзю                   | 1-я луна*      | 2-я луна   | 3-я луна  | 4-я луна* | 5-я луна                | 6-я луна* | 7-я луна  | 7-я луна (високосная) * | 8-я луна    | 9-я луна   | 10-я луна* | 11-я луна  | 12-я луна*     |
| Юлианский календарь              | 22 января 1376 | 20 февраля | 21 марта  | 20 апреля | 19 мая                  | 18 июня   | 17 июля   | 16 августа              | 14 сентября | 14 октября | 13 ноября  | 12 декабря | 11 января 1377 |
| 3-й год Эйва (Огненная Змея)     | 1-я луна*      | 2-я луна   | 3-я луна* | 4-я луна  | 5-я луна*               | 6-я луна  | 7-я луна  | 8-я луна*               | 9-я луна    | 10-я луна  | 11-я луна* | 12-я луна  |                |
| 3-й год Тэндзю                   | 1-я луна*      | 2-я луна   | 3-я луна* | 4-я луна  | 5-я луна*               | 6-я луна  | 7-я луна  | 8-я луна*               | 9-я луна    | 10-я луна  | 11-я луна* | 12-я луна  |                |
| Юлианский календарь              | 9 февраля 1377 | 10 марта   | 9 апреля  | 8 мая     | 7 июня                  | 6 июля    | 5 августа | 4 сентября              | 3 октября   | 2 ноября   | 2 декабря  | 31 декабря |                |
| 4-й год Эйва (Земляная Лошадь)   | 1-я луна*      | 2-я луна*  | 3-я луна  | 4-я луна* | 5-я луна                | 6-я луна* | 7-я луна  | 8-я луна                | 9-я луна*   | 10-я луна  | 11-я луна  | 12-я луна* |                |
| 4-й год Тэндзю                   | 1-я луна*      | 2-я луна*  | 3-я луна  | 4-я луна* | 5-я луна                | 6-я луна* | 7-я луна  | 8-я луна                | 9-я луна*   | 10-я луна  | 11-я луна  | 12-я луна* |                |
| Юлианский календарь              | 30 января 1378 | 28 февраля | 29 марта  | 28 апреля | 27 мая                  | 26 июня   | 25 июля   | 24 августа              | 23 сентября | 22 октября | 21 ноября  | 21 декабря |                |
| 5-й год Эйва (Земляная Коза)     | 1-я луна       | 2-я луна*  | 3-я луна* | 4-я луна  | 4-я луна (високосная) * | 5-я луна* | 6-я луна  | 7-я луна                | 8-я луна*   | 9-я луна   | 10-я луна  | 11-я луна  | 12-я луна*     |
| 5-й год Тэндзю                   | 1-я луна       | 2-я луна*  | 3-я луна* | 4-я луна  | 4-я луна (високосная) * | 5-я луна* | 6-я луна  | 7-я луна                | 8-я луна*   | 9-я луна   | 10-я луна  | 11-я луна  | 12-я луна*     |
| Юлианский календарь              | 19 января 1379 | 18 февраля | 19 марта  | 17 апреля | 17 мая                  | 15 июня   | 14 июля   | 13 августа              | 12 сентября | 11 октября | 10 ноября  | 10 декабря | 9 января 1380  |

* звёздочкой отмечены короткие месяцы (луны) продолжительностью 29 дней. Остальные месяцы длятся 30 дней.